# Šibovi (gmina Mrkonjić Grad)
Šibovi (cyr. Шибови) – wieś w Bośni i Hercegowinie, w Republice Serbskiej, w gminie Mrkonjić Grad. W 2013 roku liczyła 8 mieszkańców.